# Enonkoski
Enonkoski è un comune finlandese di 1341 abitanti, situato nella regione del Savo Meridionale.